# Сталь з метастабільним аустенітним станом
Сталь з метастабі́льним аустені́тним ста́ном або ТРІП-сталь (англ. transformation-induced plasticity, TRIP) — високоміцна сталь, у якої через значну кількість нікелю, молібдену та марганцю після гартування від 1000…1100 °C не відбувається мартенситного перетворення (температура мартенситного перетворення є нижчою за кімнатну температуру), тобто структура залишається аустенітною. Головною особливістю цього матеріалу є наявність TRIP-ефекту, що проявляється у трансформації кубічної гранецентрованої ґратки аустеніту в об'ємноцентровану ґратку мартенситу в результаті колективного зсуву площин від прикладання навантаження. Цей ефект супроводжується підвищенням міцності і пластичності матеріалу й дозволяє ефективно поглинати енергію удару.

## Хімічний склад
Ці сталі характеризуються найкращим поєднанням міцності та в'язкості. Тому їх можна вважати високонадійними конструкційними матеріалами. Поєднання високих механічних властивостей забезпечується хімічним складом (С до 0,3 %, Ni до 25 %, Mo до 4 %, Mn 10…12 %, Cr 10…12 %, Si до 2 %) та технологією обробки.
Основні марки сталі: 14Х14АГ12, 25Н25М4Г1, 24Н21Г2С2М4, 30Х9Н8М4Г2С2, 30Х10Г10.

## Властивості
Міцність загартованих сталей є низькою. Вона зростає в результаті деформації з великими ступенями — 50 … 80 % при температурі, що не викликає рекристалізацію, — 400…600 °С. Якщо таку сталь після гартування піддати такому деформуванню, то наклеп викликає перехід аустеніту у нестабільний стан. Ступінь деформації обирається таким, щоб отримати у даній сталі нестійкий стан аустеніту, що при наступному охолодженні чи додатковому деформуванні буде викликати в сталі мартенситне перетворення (утворюється мартенсит деформації). Слід зауважити, що перехід аустеніту в мартенсит буде спостерігатись не у всьому об'ємі деталі, а лише у тих місцях, де з'являються локальні мікротріщини (у зонах потенційного шийкоутворення). Утворення мікротріщин супроводжується локальною пластичною деформацією її вершини, що викликає мартенситне перетворення та зростання міцності і руйнування у цьому місці припиняється. Через це деформація зосереджується у сусідніх об'ємах. Такий ефект самозміцнення в процесі експлуатації дозволяє деталям працювати тривалий час без загрози руйнування. Перетворення аустеніту в мартенсит не дає можливості локалізуватись деформації, шийка у зразка при випробуванні на розтяг не утворюється, завдяки чому у сталі реалізується висока пластичність.
У результаті такої обробки сталі набувають високої міцності (σв ≥ 1800 МПа, σ0,2 ≥ 1400 МПа) при високій пластичності (δ ≥ 30 %).

## Використання
Недолік таких сталей — висока вартість, необхідність проведення теплої деформації при 300…500 ºС, потреба у високопотужному технологічному обладнанні. Недоліком також є погана зварюваність, тому сфера застосування сталей обмежена виробництвом тросів, дротів, кріпильних виробів та інших навантажених деталей, особливо в автомобільній промисловості. Ця сталь використовується при виготовленні елементів каркасу безпеки (передні і середні бокові стійки), що відповідають за захист пасажирів від бокового і лобового ударів.